# Inzingvolley
SU inzingvolley ist die Sektion Volleyball der Sportunion Inzing (Tirol).
Das Volleyballangebot reicht von Nachwuchsbetreuung in allen Altersklassen über Breitensport und Beachvolleyball bis hin zu Leistungssport in der 2. Österreichischen Bundesliga.

## Leitbild dieser Sektion
Das Leitbild ist wie folgt definiert:
Wir sind eine Sektion der Sportunion Inzing mit dem Ziel der Förderung des Volleyballsports in Inzing und Umgebung. Unser Hauptaugenmerk liegt dabei in der Unterstützung und Ausbildung des weiblichen und männlichen Nachwuchses. Gut ausgebildete, engagierte Trainer sollen ein hohes Niveau und kontinuierliche Verbesserung in allen Alters- und Leistungsstufen garantieren. Als Gradmesser unserer Leistungen sollen Erfolge in den diversen Meisterschaften des Tiroler- und Österreichischen Volleyballverbandes dienen. Zusätzlich versuchen wir Talente unseres Vereines für die entsprechenden Landeskader bereitzustellen. Unseren Mitgliedern bieten wir auch abseits des Spielfeldes zahlreiche gemeinschaftsfördernde Aktivitäten. Auch Sportinteressierten außerhalb unseres Vereines soll durch die Betreuung des Beachvolleyballplatzes die Freude des Volleyballsports nähergebracht werden.

## Training
Ein 15-köpfiger Trainerstab trainiert knapp 170 Aktive. Dabei wird schon im frühen Volksschulalter mit Ballspielgruppen begonnen. Später wird in allen Altersstufen zielorientiertes Training für die Teilnahme an den Tiroler Meisterschaften und den überregionalen Bewerben geboten. Im eigenen Beach-Bereich werden Aktivitäten für Beachvolleyball organisiert und durchgeführt.

## Geschichte

### Gründung
Die Sektion Volleyball entstand aus einer Gruppe des Lehrerturnens der HS-Inzing. Durch immer größer werdendes Interesse von „Nichtlehrern“ entschloss man sich im April 1984 in der SU Inzing eine Sektion Volleyball zu gründen. In den folgenden Jahren wurde hauptsächlich im Hobbybereich der Erwachsenen an
Turnieren teilgenommen und Freundschaftsspiele durchgeführt. Gespielt wurde vorwiegend in Mixed-Mannschaften.
Im Vordergrund stand von allem Anfang an auch die Förderung des Nachwuchses bereits im Volksschulalter.

### 1990er Jahre
In weiterer Folge kam es in den letzten Jahren zu einer Verjüngung der gesamten Mannschaft und auch des Vorstandes. Auch neue Spieler aus der Umgebung kamen hinzu, die eine Teilnahme in Damen- sowie Herrenligen ermöglichten, weiters nahm der Nachwuchs Ende der 1990er Jahre erstmals an den Ligen des Tiroler Volleyballverbandes teil. Auch das sportliche Niveau wurde kontinuierlich gesteigert. So wurde die Anzahl der Trainingseinheiten deutlich erhöht, was sich auch in den Platzierungen der Teams deutlich niederschlug.

### 2000er Jahre
Nach dem zweimaligen Gewinn der Tiroler Meisterschaft in den Jahren 2001 und 2003 stieg in der Saison 2003/2004 die Herrenmannschaft in die zweite österreichische Bundesliga auf. In der Saison 2009/2010 spielt die Herrenmannschaft in einer Spielgemeinschaft mit dem VC Mils in der 2. Bundesliga und erreichte nach 2006 das Aufstiegs-Play-Off zur AVL (1. österreichische Bundesliga). Weitere Tiroler Meistertitel bei den Herren folgten in den Jahren 2008 und 2009.
Die Damenmannschaft spielt seit der Saison 2006/2007 (im ersten Jahr in einer Spielgemeinschaft mit dem VC Klafs Brixental) in der 2. Bundesliga.
Im Nachwuchsbereich konnten mehrere Tiroler Meistertitel erreicht werden. Aktuell werden ca. 100 Kinder- und Jugendliche in 16 Nachwuchsmannschaften (Altersklassen U11 bis U19) betreut.

### Murenunglück 2012
Am 12. August 2012 ereignete sich auf dem Weg zur Inzinger Alm ein Hangrutsch, bei dem Sektionsleiter Benedikt Scheiber und seine Stellvertreterin Nadja Walch getötet wurden. Das Unglück ereignete sich an einem trockenen Sommertag und war laut Expertenaussagen nicht vorhersehbar. Das Auto der beiden befreundeten Funktionäre wurde großteils verschüttet, weitere Personen kamen nicht zu Schaden. Das Unglück stellte die Sektion Volleyball auch vor eine schwere organisatorische Aufgabe, hatte ihr Scheiber doch über 12 Jahre vorgestanden und war auch als Trainer sehr aktiv. Im Oktober 2012 wurde schließlich eine neue Sektionsleitung gewählt, der Vorstand der Sektion blieb großteils unverändert.